# Tuffi ai Giochi della IX Olimpiade
Le competizioni dei tuffi ai  Giochi della VII Olimpiade si sono svolte al Olympic Sports Park Swim Stadium di Amsterdam dal 6 all'11 agosto 1928.
Si sono svolti 4 eventi: le gare dal trampolino e dalla piattaforma, sia maschili che femminili.

## Podi
| Evento                 | Oro                       | Argento          | Bronzo           |
| Uomini                 |                           |                  |                  |
| Trampolino (dettagli)  | Pete Desjardins           | Michael Galitzen | Farid Simaika    |
| Piattaforma (dettagli) | Pete Desjardins           | Farid Simaika    | Michael Galitzen |
| Donne                  |                           |                  |                  |
| Trampolino (dettagli)  | Helen Meany               | Dorothy Poynton  | Georgia Coleman  |
| Piattaforma (dettagli) | Elizabeth Becker-Pinkston | Georgia Coleman  | Lala Sjöqvist    |

## Medagliere
| Posizione | Paese       | Oro | Argento | Bronzo | Totale |
| --------- | ----------- | --- | ------- | ------ | ------ |
| 1         | Stati Uniti | 4   | 3       | 2      | 9      |
| 2         | Egitto      | 0   | 1       | 1      | 2      |
| 3         | Svezia      | 0   | 0       | 1      | 1      |
| Totale    | Totale      | 4   | 4       | 4      | 12     |